# Lista de ex-colônias da Europa
Esta é uma lista de ex-colônias de países europeus por continente.

## América do Norte e Central

#### InglaterraeReino Unido
- América Britânica (Nova Grã-Bretanha)
  - Colônias canadenses [1]
    - Ilha do Príncipe Eduardo
    - Terra de Rupert (uma propriedade privada que se estendeu do Atlântico ás Montanhas Rochosas e das Pradarias até o Circulo Polar Ártico)
    - Canadá Inferior
      - Província de Quebeque

    - Canadá Superior
    - Colônia Newfoundland

  - Treze Colônias
    - Colônias da Nova Inglaterra
      - Província da Baía de Massachusetts
      - Província de New Hampshire
      - Colônia de Rhode Island e Plantações de Providence
      - Colônia de Connecticut

    - Província de Nova Iorque
    - Província de Nova Jérsei
    - Província da Pensilvânia
    - Colônia de Delaware
    - Província de Maryland
    - Colônia da Virgínia
    - Província da Carolina do Norte
    - Província da Carolina do Sul
    - Província da Geórgia

  - Outras colônias da América do Norte
    - Província da Flórida Ocidental
    - Província da Flórida Oriental
    - Reserva Indígena
    - Colônias Centrais
    - Colônias de Chesapeake
    - Colônias do Sul
    - Oregon Country (disputado com a França e Espanha)

  - Honduras britânicas
  - Costa dos Mosquitos (Nação Misquita)
  - Ilhas da Baía

#### Bélgica
- Santo Tomás de Castilla (atual Guatemala)

#### Dinamarca
- Gronelândia
- Antilhas Dinamarquesas

#### França
- Nova França
  - Terra Nova
  - Ilha Real (Ilha do Cabo Bretão)
  - Acádia
  - Quebeque

- São Domingos (Haiti)

#### Países Baixos
- Novos Países Baixos (atual Estado de Nova Iorque)

#### Noruega
- Gronelândia
- Vinlândia

#### Portugal
- Reclamações de Labrador
- Reclamações de Terra Nova

#### Rússia
- Fort Ross
- Alasca

#### Espanha
- Vice-reino da Nova Espanha
  - Las Californias
  - Novo Reino de Leão
  - Novo Santander
  - Novo Vizcaya
  - Santa Fe de Nuevo México
  - Nova Extremadura
  - Nova Galiza
  - Capitânia-Geral de Cuba
  - Porto Rico
  - Capitânia-Geral da Guatemala
  - Costa Rica
  - El Salvador
  - Flórida Oriental e Flórida Ocidental
  - Assentamento de Nutka, perto da Ilha Vancouver, Canadá

#### Suécia
- Nova Suécia

#### Escócia
- Nova Escócia

## Caribe e Antilhas

#### Brandemburgo
- São Tomás

#### Reino Unido
- Bahamas
- Barbados
- Belize
- Jamaica
- Ilhas de Sotavento
  - Antiga e Barbuda
  - Dominica
  - São Cristóvão e Neves
- Ilhas Barlavento
  - Granada
  - Santa Lúcia
  - São Vicente e Granadinas

#### Ducado da Curlândia e Semigália
- Nova Curlândia (Tobago)

#### Dinamarca-Noruega
- São João
- São Tomás
- Santa Cruz

#### França
- Anguila
- Antiga e Barbuda
- Dominica
- Granada
- São Domingos (Haiti)
- Monserrate
- São Bartolomeu
- São Cristóvão
- Neves
- Santa Lúcia
- São Vicente e Granadinas
- Santo Eustáquio
- Tobago

#### Ordem de Malta
- São Cristóvão
- Santa Cruz
- Tortuga (Ilha do Haiti)

#### Países Baixos
- Anegada
- Aruba
- Tobago (New Walcheren)
- Santa Cruz
- Tortola
- Virgen Gorda

#### Portugal
- Barbados

#### Escócia
- Caledônia (Companhia de Darién)

#### Espanha
- Antilhas Espanholas

#### Suécia
- Guadalupe
- São Bartolomeu

#### Suécia-Noruega
- Ilha Cooper

## América do Sul

#### Reino Unido
- Guiana Britânica
  - Berbice, Essequibo, Demerara
- Ilhas Malvinas
- Geórgia do Sul
  - Ilhas Sanduíche do Sul

#### França
- França Antártica (atual Baía da Guanabara, Rio de Janeiro, Brasil)
- França Equinocial (atual São Luís, Brasil)
- Iles Malouines (Ilhas Malvinas)
- Guiana Francesa

#### Países Baixos
- Berbice (Guiana)
- Demerara
- Guiana Neerlandesa (Suriname)
- Essequibo
- Nova Holanda (atual Pernambuco e Ceará)

#### Portugal
- Brasil
- Sacramento (Uruguai)
- Caiena e Guiana

#### Espanha
- Vice-reino do Peru
- Vice-reino da Nova Granada
- Vice-reino do Rio da Prata
- Capitânia-Geral do Chile
- Capitânia-Geral da Venezuela
- Banda Oriental
- Real Audiência de Quito
- Alto Peru

## África

#### Bélgica
- Congo Belga
- Lado (atual Sudão do Sul)
- Ruanda-Urundi

#### Brandemburgo
- Arguim (atual Marrocos)
- Costa do Ouro Brandemburguesa (atual Gana)

#### Reino Unido
- Sudão Anglo-Egipcio (Sudão e Sudão do Sul)
- Basutolândia (Lesoto)
- Balelândia (Benim)
- Bechuanalândia (Botsuana)
- África Oriental Britânica (Quênia)
- Somalilândia britânica (Somália setentrional)
- Togolândia Britânica (Gana oriental)
- Camarões britânicos (Camarões e partes da Nigéria)
- Egito Britânico
  - Quedivado do Egito (Ocupação)
  - Sultanato do Egito (Protetorado) Reino do Egito (Estado cliente)
- Colônia e Protetorado do Gana
- Costa do Ouro Britânica
- Nigéria Colonial
  - Protetorado da Costa do Níger
  - Protetorado da Nigéria do Norte
  - Protetorado da Nigéria do Sul
  - Colônia e Protetorado da Nigéria
- Rodesia do Norte (Zâmbia)
- Niassalândia (Malauí)
- Colônia e Protetorado de Serra Leoa
- União Sul-Africana
  - Colônia do Cabo Britânico
  - Colônia de Natal
  - Estado Livre de Orange
  - Colônia de Transvaal
- Sudoeste Africano
  - Baía de Walvis
- Rodesia do Sul (Zimbábue)
- Suazilândia (Essuatíni)
- Tanganica (Tanzânia continental)
- Protetorado de Uganda
- Sultanato de Zanzibar (Protetorado/Tanzânia insular)

#### Ducado da Curlândia e Semigália
- Ilha James (Gâmbia)

#### Dinamarca-Noruega
- Costa do Ouro Dinamarquesa (Gana)

#### França
- Albreda (Gâmbia)
- Daomé Francês (Benim)
- Argélia Francesa
- Camarões franceses
- Chade francês
- Congo francês (República do Congo)
- Guiné francesa (Guiné)
- Alto Volta Francês (Alto Volta, atual Burquina Fasso)
- Somalilândia francesa (Djibuti)
- Sudão francês (Mali)
- Togolândia francesa (Togo)
- Gabão francês
- Costa do Marfim
- Madagascar francês
  - Protetorado de Madagascar
- Mauritânia colonial
- Protetorado do Marrocos
- Ubangui-Chari (atual República Centro-Africana)
- Senegâmbia e Níger
  - Alto Senegal e Níger
  - Níger colonial
- Protetorado Francês da Tunísia

#### Alemanha
- África Oriental Alemã (Burundi, Ruanda e Tanzânia)
- Sudoeste Africano Alemão (Namíbia)
- Camarões alemães (atual Camarões e partes da Nigéria)
- Togolândia (atual Togo e partes de Gana)
- Witulandia (Ilha Lamu, Quênia)

#### Itália
- África Oriental Italiana
  - Etiópia italiana
  - Eritréia italiana
  - Somália italiana
- Líbia italiana

#### Países Baixos
- Arguim (atual Marrocos)
- Colônia do Cabo Neerlandesa
- Costa do Ouro Neerlandesa
- Loango-Angola Neerlandesa (atual Luanda, Soyo e Cabinda)
- Goreia (Senegal)
- Baía Delagoa (Moçambique)
- São Tomé
- África do Sul

#### Portugal
- Ajuda (Whyda, Benim)
- Angola portuguesa
- Ano-Bom
- Protetorado do Congo
- Cabo Verde
- Ceuta
- Goreia (Senegal)
- Melinde
- Mombaça
- Algarves do Ultramar (Marrocos)
  - Agadir
  - Alcácer-Ceguer
  - Arzila
  - Azamor
  - Mazagão
  - Mogador
  - Safim
- Lagos (Nigéria)
- Moçambique
- Costa do Ouro Portuguesa
- Quíloa
- São Tomé e Príncipe
- Tânger
- Zanzibar
- Ziguinchor

#### Rússia
- Sagallo

#### Espanha
- Ano-Bom
- Bugia
- Djerba
- Orã
- Guiné Espanhola
  - Fernando Pó e Ano-Bom (região insular da Guiné Equatorial)
  - Rio Muni (região continental da Guiné Equatorial)
- África do Norte Espanhola
  - Protetorado do Marrocos
- África Ocidental Espanhola
  - Rio do Ouro
  - Saguia el Hamra
  - Cabo Juby
  - Infi

#### Suécia
- Costa do Ouro Sueca

## Oceano Índico

#### Reino Unido
- Maurícia Britânica (atual Maurícia)
- Seecheles Francês (atual Seicheles)
- Maldivas

#### França
- Comores
- Maurícia Francesa (atual Maurícia)
- Seicheles Francês (atual Seicheles)

#### Países Baixos
- Maurícia Neerlandesa (atual Maurícia)

#### Portugal
- Ilhas Laquedivas
- Maldivas
- Socotorá

## Oriente Médio

#### Reino Unido
- Protetorado de Adem (Iêmen)
- Barém
- Mandato Britânico da Mesopotâmia (Iraque)
- Xarifado do Cuaite
- Mascate e Omã (Omã)
- Mandato Britânico da Palestina (Israel e partes da Palestina)
- Catar
- Grande Iêmen
- Emirado da Transjordânia (Jordânia)
- Estados da Trégua (Emirados Árabes Unidos)

#### França
- Mandato Francês da Síria de do Líbano

#### Países Baixos
- Moca (Iêmen)

#### Portugal
- Adem
- Bandar Abbas (Irã)
- Hormusgão (Iraque)
- Manama (Barém)
- Ilha Muharraq (Omã)
- Queixome

#### Rússia
- Armênia russa
- Azerbaijão russo
- Geórgia russa

## Subcontinente Indiano

#### Áustria
- Ilhas Nicobar

#### Dinamarca-Noruega
- Ilhas Nicobar
- Serampore
- Tharangambadi

#### Reino Unido
- Índia Britânica (Posteriormente Índia, Paquistão e Bangladexe)
  - Bangladexe
  - Índia
  - Paquistão
- Birmânia britânica (Mianmar)
- Ceilão britânico (Seri Lanca)

#### França
- Índia Francesa
  - Pondicheri
  - Karaikal
  - Yanam
  - Mahé
  - Chandanagar

#### Países Baixos
- Bangladexe (Bengala Neerlandesa)
- Ceilão
- Índia Neerlandesa
  - Costa do Coromandel
  - Costa do Malabar
  - Suratte

#### Portugal
- Índia Portuguesa
  - Bombaim
  - Calecute
  - Cambaia
  - Cananor
  - Chaul
  - Chatigão
  - Cochim
  - Dadrá e Nagar Aveli
  - Damão e Diu
  - Goa
  - Ugulim
  - Masulipatão
  - Mangalor
  - Surrate
  - Sirião
- Ceilão português

## Ásia-Pacifico

#### Reino Unido
- Austrália
  - Nova Gales do Sul
  - Queensland
  - Austrália Meridional
  - Colônia do Rio Swan/Austrália Ocidental
  - Terra de Van Diemen (Tasmânia)
  - Vitória
- Protetorado das Ilhas Salomão
- Territórios Britânicos Ocidentais Pacificos
- Colônia de Fiji
- Ilhas Gilbert e Ellice (Quiribati e Tuvalu)
- Reino de Rarotonga (Protetorado/Ilhas Cook)
- Nova Zelândia
  - Ilhas Auckland
  - Novas Hébridas (Condomínio com a França)
- Niue
- Malásia Britânica
  - Malásia
    - Colônia dos Estreitos
    - Estados Federados Malaios
    - Estados Malaios Não-Federados

  - Bornéu Britânico
    - Bornéu do Norte
    - Reino da Sarauaque (Protetorado)
- Nauru
- Singapura
- Papua Nova-Guiné
  - Território da Papua e Nova Guiné
  - Território da Nova Guiné
  - Território da Papua
- Samoa Ocidental
- Ilhas Fénix (parte do Quiribati)
- Toquelau
- Reino de Tonga (Protetorado)
- Ilhas Bonim (parte do Japão)
- Colônias chinesas
  - Hong Kong Britânico
  - Weihaiwei
  - Concessão Internacional de Xangai
  - Cantão

#### Bélgica
- Tianjin (Território de concessão)

#### França
- Asia Oriental
  - Guangzhouwan (atualmente parte de Zhanjiang, Província de Cantão)
  - Estabelecimentos franceses (Xangai, Guangdong, Tianjin e Haikou)
  - Zona de influência francesa reconhecida pela China nas províncias de Iunã, Quiancim, Ainão e Cantão.
- Indochina Francesa
  - Camboja (Protetorado)
  - Laus (Protetorado)
  - Vietnã (Protetorado)
    - Aname
    - Cochinchina
    - Toquín
- Novas Hébridas (Condomínio com o Reino Unido)

#### Alemanha
- Arquipélago de Bismarck
- Ilhas Carolinas (Karolinen)
- Nova Guiné Alemã
- Samoa Alemã
- Baía de Jiaozhou
- Terra do Imperador Guilherme
- Ilhas Marshall
- Nauru
- Ilhas Salomão do Norte
- Ilhas Marianas Setentrionais
- Palau

#### Itália
- Tianjin (Território de concessão)

#### Países Baixos
- Birmânia Neerlandesa
- Índias Orientais Neerlandesas
- Nova Guiné Neerlandesa
- Malaca
- Formosa Neerlandesa
- Dejima

#### Portugal
- Flores
- Macau Malaca
- Ilhas Molucas
  - Amboíno
  - Ternate
  - Tidore
- Timor Português (Timor-Leste)
- Nagasáqui Portuguesa

#### Rússia
- Cazaquistão
- Quirguistão
- Tajiquistão
- Turcomenistão
- Uzbequistão

#### Espanha
- Índias Orientais Espanholas
  - Filipinas
  - Ilhas Marianas (Ladrones)
    - Guam
    - Ilhas Marianas do Norte
- Ilhas Carolinas
- Ilhas Marshall

#### Suécia-Noruega
- Chiang Hung

## Europa

#### Áustria
- Países Baixos Austriacos
- Sarre

#### Reino Unido
- Córsega (Protetorado e União Pessoal com o Reino Unido)
- Chipre
- Heligolândia
- Ilhas Jônicas
- Irlanda (Senhorio da Irlanda)
- Malta
- Gibraltar
- Minorca

#### Dinamarca
- Islândia
- Ilhas Feroé
- Estónia Dinamarquesa

#### Itália
- Albânia
- Dodecaneso

#### Noruega
- Ilhas Feroé
- Hébridas
- Islândia
- Ilha de Man
- Órcades
- Shetland

#### Rússia
- Bielorrússia
- Finlândia (Grão-Ducado da Finlândia)
- Estónia
- Letónia
- Lituânia
- Moldávia
- Ucrânia
- Polônia (Congresso da Polônia)

#### Espanha
- Países Baixos Espanhóis

#### Suécia
- Estónia Sueca
- Finlândia Sueca
- Ingria Sueca
- Livônia Sueca
- Pomerânia Sueca